# Rimantas Armonas
Rimantas Armonas es un violonchelista de Lituania. A menudo da conciertos como solista y como miembro de diferentes conjuntos de cámara. 
Desde 1978 ha enseñado en la Academia de Música de Lituania, donde es profesor desde 2003. Ha dirigido cursos magistrales de violonchelo y seminarios de interpretación en Finlandia (1991 y 1992), Bielorrusia (1994, 2003 y 2004), Letonia (1996, Academia Baltica 1997), Países Bajos (2001) y Alemania y Estados Unidos (2003). También ha participado como miembro del jurado de concursos internacionales.
- Datos: Q5764356